# Лемеза (річка)
Лемеза́ (башк. Ләмәҙ слухати д·і, рос. Ламеза) — річка в Росії, на Південному Уралі, ліва притока річки Сім. Протікає по території Катав-Івановського району Челябінської області, Бєлорєцького, Архангельського, Іглінського районів Башкортостану.

## Географія
Довжина річки — 119 км, площа басейну — 1900 тис. км².
Витік розташований в заболоченій долині між хребтами Ашмар і Сухі гори, на висоті 500 м над рівнем моря. Тече з південного сходу на північний захід. Впадає в Сім в 76-ти км від його власного гирла.
Живлення річки в основному снігове. Замерзає в середині листопада — початку грудня. Скресає в середині квітня. Пік паводку проходить в кінці квітня — початку травня. Від витоку до села Верхні Лемези Лемеза має характер гірської річки. Нижче і до гирла — рівнинної.
За даними державного водного реєстру Росії належить до Камського басейнового округу, водогосподарська ділянка річки — Сім від витоку до гирла, річковий підбасейн річки — Біла. Річковий басейн річки — Кама.

### Притоки
- 29 км: Нов
- 46 км: Ікінь
- 61 км: Атиш
  - 63 км: Бердяш
  - 71 км: Ілиу
- 73 км: Кисик
- 94 км: Бедяриш
- 104 км: Саля
- 106 км: Великий Телемез

## Населені пункти
На Лемезі стоять поселення: Нижні Лемези, Верхні Лемези, Березники, Іскушта, Лемеза.